# Benjamin Robert (athlétisme)
Pour les articles homonymes, voir Benjamin Robert et Robert.
Benjamin Robert (né le 4 janvier 1998 à Toulouse) est un athlète français, spécialiste du 800 mètres.

## Biographie
Licencié au Club d'athlétisme (CA) de Balma, au CA Montreuil 93 puis au Toulouse UC, Benjamin Robert est sacré champion de France junior du 800 m en 2017 et champion de France du 800 m en salle en 2016 et 2017.
En août 2020, pour sa première course en Ligue de diamant, il se classe quatrième du Meeting Herculis et porte son record personnel à 1 min 44 s 56, réalisant à cette occasion les minima de qualification pour les Jeux olympiques de Tokyo. En septembre, il devient champion de France du 800 mètres à l'occasion des championnats de France élite à Albi.
Le 20 février 2021 à Miramas, il devient champion de France en salle du 800 m en battant au sprint Pierre-Ambroise Bosse, avec le temps de 1 min 46 s 06, nouveau record personnel.
Le 9 juin, il réalise 1 min 44 s 53 sur 800 m à Marseille. puis obtient un deuxième titre national en plein air à l'occasion des championnats de France 2021 à Angers, où il s'impose en 1 min 48 s 46, devant Gabriel Tual.

### Saison 2022:5edes championnats d'Europe
Benjamin Robert réalise les minima de qualification pour les Mondiaux 2022 le 15 mai 2022 à Montgeron en courant en 1 min 45 s 19, avant de se classer deuxième du meeting Ligue de diamant de Birmingham, le 21 mai 2022, derrière le Canadien Marco Arop. Le 18 juin 2022, il remporte le Meeting de Paris de manière spectaculaire, jouant des épaules pour dépasser ses adversaires dans la dernière ligne droite, et portant son record personnel à 1 min 43 s 75.
Aux championnats du monde d'Eugene, il finit demi-finaliste et premier non retenu pour la finale en 1 min 45 s 67.
Lors des championnats d'Europe de Munich un mois plus tard, le Français se classe 5e de la première finale internationale de sa carrière, en 1 min 45 s 42, à plus de trois dixièmes du podium.

### Saison 2023: vice-champion d'Europe en salle

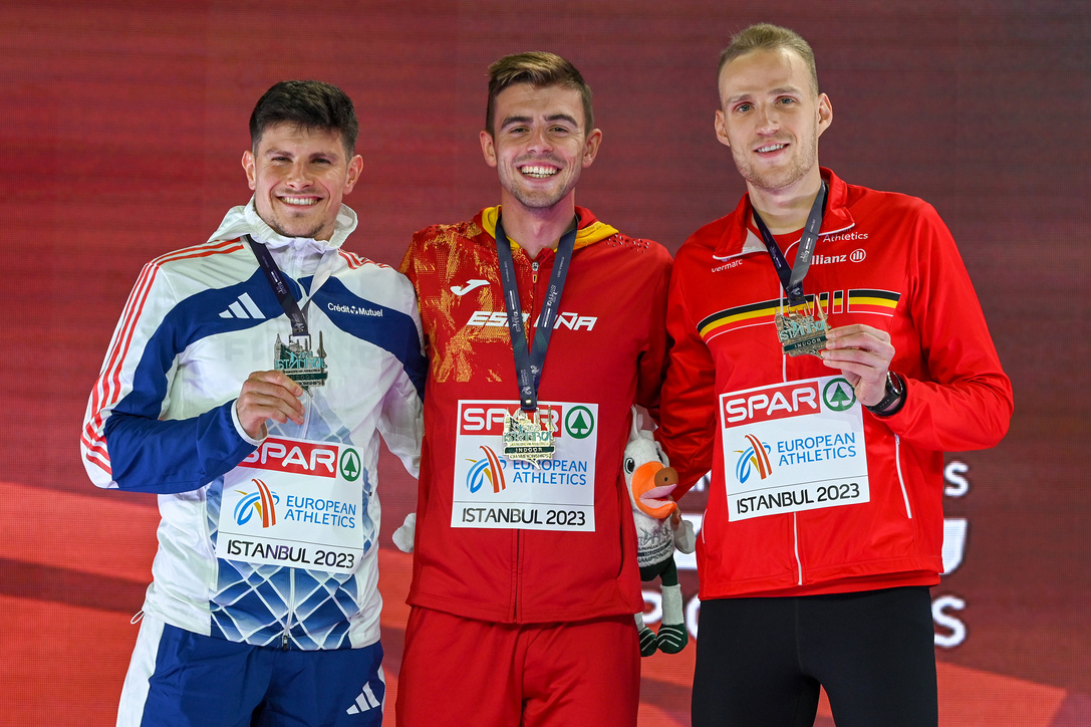
Benjamin Robert sur le podium des championnats d'Europe en salle 2023.

Lors des championnats d'Europe en salle 2023 organisés à Istanbul, Benjamin Robert décroche la médaille d'argent du 800 m avec le temps de 1 min 47 s 34, après avoir été battu au sprint pour trois millièmes par l'Espagnol Adrian Ben. Le Toulousain monte néanmoins sur son premier podium international.
Lors de la saison estivale, il améliore son record personnel en 1 min 43 s 48, mais échoue une fois encore à se qualifier pour sa première finale mondiale: surpris par le rythme imposé lors de sa demi-finale (trois records personnels à cette occasion), il ne peut faire mieux que 6ème.

### Saison 2024
Pour sa rentrée au Meeting de Metz, il bat la meilleure performance française sur 600m, en 1 min 15 s 50.[réf. nécessaire]

## Palmarès

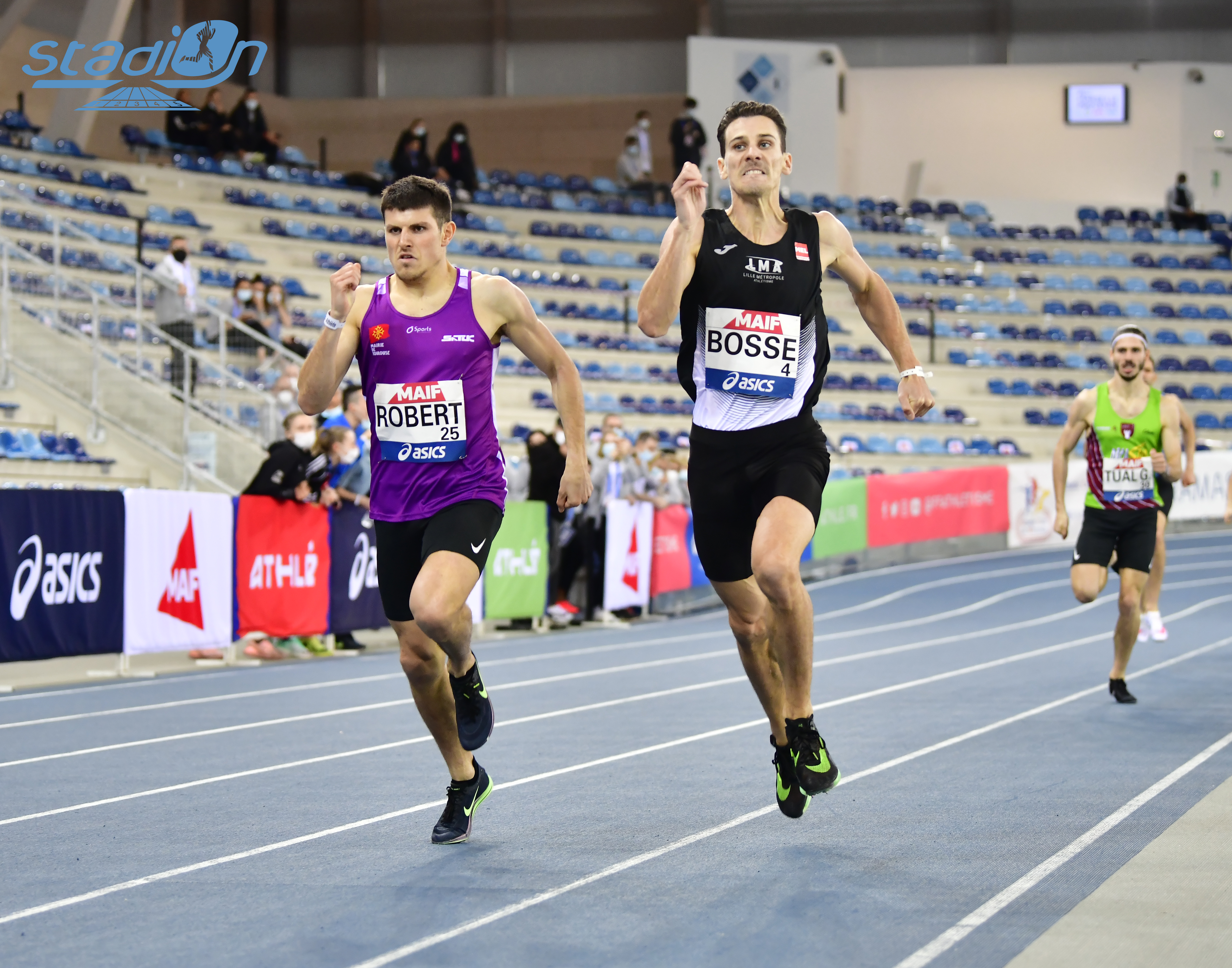
Benjamin Robert et Pierre-Ambroise Bosse lors des Championnats de France Elite en salle 2021 à Miramas.

### International
| Date | Compétition                    | Lieu     | Résultat | Épreuve | Temps         |
| ---- | ------------------------------ | -------- | -------- | ------- | ------------- |
| 2022 | Championnats d'Europe          | Munich   | 5e       | 800 m   | 1 min 45 s 42 |
| 2023 | Championnats d'Europe en salle | Istanbul | 2e       | 800 m   | 1 min 47 s 34 |
| 2024 | Championnats du monde en salle | Glasgow  | Finale   | 800 m   | DQ            |

### National
- Championnats de France d'athlétisme :
  - 800 m : vainqueur en 2020, 2021 et 2022
- Championnats de France d'athlétisme en salle :
  - 800 m : vainqueur en 2021, 2022, 2023 et 2024

## Records
| Épreuve        | Temps         | Lieu    | Date        |
| -------------- | ------------- | ------- | ----------- |
| 800 m          | 1 min 43 s 48 | Paris   | 9 juin 2023 |
| 800 m en salle | 1 min 45 s 28 | Glasgow | 2 mars 2024 |